# Charles Rihoux
Charles Rihoux (Reims, 7 marzo 1998) è un nuotatore francese, vincitore della medaglia oro nella 4 × 100 m sl mista ai Campionati europei di nuoto 2022.

## Palmarès
- Europei

Roma 2022: oro nella 4 × 100 m sl mista e argento nella 4 × 100 m misti.
- Giochi del Mediterraneo

Orano 2022: argento nella 4 × 100 m misti e bronzo nella 4 × 100 m sl.